# Бірінджі ферік (військове звання)
Бірінджі ферік або ферік-і еввель (відповідно до раннього османського звання Сердар) було військовим званням Османської армії. Звання означає «Перший Ферік» і було старшим за «Феріка» та молодшим лише за «Мушира» (еквівалент Фельдмаршал). Звання використовувалось в Збройних силах Єгипту.
На комірному знаку (пізніше погоні) та фуражці (до 1933 року) «Бірінджі Феріка» було три смужки та три зірки в перші роки Турецької Республіки.
Звання бірінджі ферік було скасовано 26 листопада 1934 року відповідно до статті 3 Закону № 2590 про скасування прізвиськ і титулів. Згідно з Указом № 2295, виданим 9 квітня 1935 року, еквівалентом звання бірінджі ферік було визначено генерал армії.